# Морфологічна класифікація мов
Морфологічна класифікація мов — типологічна класифікація мов світу на основі принципів морфологічної будови слів.
Відповідно до цієї класифікації усі мови поділяються на:
- кореневі (аморфні, ізолюючі)
- аглютинативні
- флективні (фузійні)
- полісинтетичні (багатоскладові, інкорпоруючі).

## Кореневі мови
У кореневих мовах слова не розпадаються на морфеми: корені й афікси. Слова таких мов являють собою морфологічно неоформлені одиниці типу невідмінюваних слів української мови там, тут, звідки, куди.
Кореневими є мови в'єтнамська, бірманська, старокитайська, значною мірою сучасна китайська.
Граматичні відношення між словами в цих мовах передаються інтонацією, службовими словами, порядком слів.

## Аглютинативні мови
До аглютинативних мов належать тюркські й фінно-угорські мови
У їх будові крім кореня, виділяють афікси (і словозмінні, і словотворчі). Своєрідність афіксів у цих мовах у тому, що кожен афікс однозначний, тобто кожен з них служить для вираження лише одного граматичного значення, з яким би коренем він не сполучався. Цим вони відрізняються від флективних мов, у яких афікс виступає носієм одразу кількох граматичних значень.
Наприклад, в українській мові, яка належить до типу флективних мов, одна флексія -ей у формі слова (від) людей передає і значення множини, і значення родового відмінка. Зовсім інше спостерігається у турецькій мові, яка має аглютинативний тип граматичної будови. У цій мові для кожного з перелічених граматичних значень існує
окремий афікс: -лар- — суфікс множини (і тільки множини), -дай — суфікс родового відмінка (без вираження ознак числа — однини чи множини). Отже, для передачі всіх тих граматичних ознак, що їх виражає флексія -ей в українській мові, у турецькій мові до кореня додаються кілька афіксів з відповідними граматичними значеннями, а саме: адам-лар-дан (від людей),
де адам — людина, -лар- — суфікс множини, -дай — суфікс родового відмінка. Для вираження лише множини до кореня додається суфікс -лар- (адам-лар), для передачі родового відмінка — суфікс -дай (адам-оан).

## Флективні мови
Виділяти тип флективних мов почали на початку XIX ст. Усі флективні мови поділяються на:
- синтетичні — мови, у яких відношення між словами виражаються завдяки формам слів, оскільки словоформа у них передає і лексичне, і граматичне значення, зокрема значення відмінків, форми яких відтворюють граматичні відношення слів. Синтетичні мови: українська, російська, польська, литовська, мертві: латинська, готська, давньогрецька.
- аналітичні — мови, у яких відношення між словами у реченні виражаються з допомогою службових слів і порядком розташування повнозначних слів. В аналітичних мовах або зовсім немає відмінкових форм, або вони слабко виражені. До аналітичних мов належать англійська, французька, болгарська і деякі інші індоєвропейські мови.

## Полісинтетичні мови
Полісинтетичні, або інкорпоруючі — мови, у яких різні частини речення у вигляді аморфних слів-основ об'єднуються в єдині складні комплекси, схожі на складні слова. Так, у мові
ацтеків (індіанської народності, що живе в Мексиці) слово-речення пинакапілква, яке означає «Я їм м'ясо», утворилося від складання слів пи —
я, накатл— м'ясо і квя — їсти. Таке слово відповідає нашому реченню. Пояснюється це тим, що в полісинтетичних мовах різні об'єкти дії і обставини, в яких відбувається дія, можуть виражатися не окремими членами речення (додатками, обставинами), а різними афіксами, які входять до дієслівних форм. Почасти до складу дієслівних форм входить підмет.